# Anthomastus giganteus
Anthomastus giganteus is een zachte koraalsoort uit de familie Alcyoniidae. De koraalsoort komt uit het geslacht Anthomastus. Anthomastus giganteus werd in 1954 voor het eerst wetenschappelijk beschreven door Tixier-Durivault. 